# Propile

Da sinistra a destra: i due isomeri del propile 1-propile e 2-propile, e il gruppo non isomerico ciclopropile.

In chimica organica, il propile è il nome cumulativo di due gruppi funzionali isomeri derivanti dal propano per rimozione di un atomo di idrogeno. È quindi un gruppo alchilico la cui formula chimica è –C3H7. È un gruppo con tre atomi di carbonio ed è quindi il terzo alchile dopo il metile e l'etile. Il suo simbolo è Pr.
A seconda della posizione nella catena da cui si rimuove l'idrogeno, del generico propile esistono due differenti isomeri:
- 1-propile (normal propile o n-propile, simbolo: n-Pr), se l'atomo di idrogeno è rimosso da un carbonio terminale della catena (–CH2-CH2-CH3);
- 2-propile (o iso-propile, simbolo: i-Pr), se l'idrogeno è rimosso dal carbonio centrale (–CH(CH3)2).

L'n-propile, è un alchile primario, dato che si congiunge al resto della molecola con un C primario, dando luogo ad esempio all'n-propanolo unendosi con un ossidrile; per motivo analogo, l'isopropile è un alchile secondario e con l'ossidrile dà luogo all'isopropanolo.

## Struttura elettronica
La differenza di energia tra il propano ed il n-propile (1-propile) è di circa 98 kCal/mol, mentre quella tra il propano ed l'iso-propile (2-propile) è di circa 94,5 kCal/mol. Ciò significa che l'iso-propile è più stabile del n-propile.

Infatti, analizzando la struttura elettronica, nel n-propile, l'elettrone subisce un'interazione con il protone del carbonio centrale (iperconiugazione) che stabilizza la molecola. Tuttavia nell'iso-propile (che presenta l'elettrone spaiato sul carbonio centrale) le interazioni di iperconiugazione sono due e cioè con due protoni dei due carboni esterni, le due interazioni stabilizzando maggiormente la molecola rispetto al n-propile.

## Nomenclatura
Una molecola a cui è legato il gruppo propile assume il prefisso di propil-, come indicato dalla nomenclatura IUPAC per gli alchili.

La formula di struttura del propil acetato.

Ad esempio, l'acetato di propile rappresentato a destra è un estere. Il gruppo propile è rappresentato a sinistra, legato ad un gruppo acetato.